# 마리아 토리스도티르
마리아 토리스도티르(노르웨이어: Maria Thorisdottir, 1993년 6월 5일 ~ )는 노르웨이의 여자 축구 선수이다. 포지션은 수비수이며, 현재 잉글랜드 FA 여자 슈퍼리그의 브라이턴 & 호브 앨비언 WFC에서 활동하고 있다.

## 클럽 경력
노르웨이에서 아이슬란드 출신의 핸드볼 감독인 토리르 헤르게이르손(Thorir Hergeirsson)의 딸로 태어났다. 2010년에 노르웨이 톱세리엔 소속 여자 축구 클럽인 클레프 IL에서 선수 생활을 시작했으며 2017년 9월에 잉글랜드 FA 여자 슈퍼리그 소속 여자 축구 클럽인 첼시 FC 위민으로 이적했다.

## 국가대표 경력
연령대별 노르웨이 여자 축구 국가대표팀에서 활약했으며 2009년 스위스 니옹에서 개최된 UEFA U-17 여자 축구 선수권 대회에서는 노르웨이가 4위를 차지하는 데에 기여했다. 2011년 독일에서 개최된 UEFA U-19 여자 축구 선수권 대회에서는 노르웨이의 준결승전 진출을 견인했고 일본에서 개최된 2012년 FIFA U-20 여자 월드컵에 참가했다.
2015년 3월 6일에 열린 아이슬란드와의 알가르브컵 경기에서 처음으로 노르웨이 여자 축구 국가대표팀 선수로 출전했으며 2차례의 FIFA 여자 월드컵(2015년, 2019년)에 참가했다.